# Farmàcia Serentill
La Farmàcia Serentill és un establiment comercial de farmàcia que pel seu caràcter històric i arquitectònic patrimonial està protegit com a bé cultural d'interès local de Badalona (Barcelonès). El negoci va ser fundat a finals del segle xix per Eduard Serentill i Tebé, i ha continuat funcionant des d'ençà aleshores en mans de la mateixa família. L'aspecte actual de la farmàcia, que data de 1924, és obra de l'arquitecte badaloní Joan Amigó i Barriga, que li va donar un aspecte noucentista.

## Descripció
Dins de l'estil de la desapareguda farmàcia Vicenç Ferrer de la plaça de Catalunya, de Barcelona. És un establiment per a farmàcia perfectament conservat, especialment pel que fa als mobles: el taulell i les portes d'accés són fets de caoba, i els armaris de pi i melis. A més, en perfecte estat de conservació també és la col·lecció de pots de vidre de la vitrina del fons, rere el taulell. El sostre o cel ras té un enguixat preciosista decorat amb un relleu de flors i la façana és tota de marbre. Les addicions modernes no desmereixen de l'estil clàssic recarregat de la farmàcia.

## Història
Els orígens del negoci es troben al segle xix, el 1888 Eduard Serentill i Tebé va associar-se amb el Dr. Vergés, un farmacèutic que tenia la seva oficina al barri de Dalt de la Vila, el nucli antic de Badalona. Des d'allà el negoci es va anar traslladant a carrers més cèntrics de la ciutat i va acabar aturant-se el número 23 del carrer de Mar, el més comercial dels carrers del centre de Badalona i on continua actualment.
El negoci ha continuat en mans de la mateixa família al llarg de quatre generacions que han passat de les fórmules magistrals del segle xix –de les quals encara se'n fa alguna actualment– als productes de parafarmàcia com cremes o tractaments capil·lars. Després del fundador, se'n va encarregar primer el seu fill, Salvador Serentill i Costa, que va ser alcalde de Badalona entre 1940 i 1945, que va ordenar la seva reforma a l'arquitecte modernista Joan Amigó i Barriga als voltants de 1924, aleshores en una etapa més noucentista, que li va donar el seu aspecte actual a l'establiment. El fill de Salvador va ser el successor, Eduard Serentill i Domènech, que era especialista en anàlisis clíniques que feia a la rebotiga i, finalment, el 1992 va començar a encarregar-se'n el fill d'aquest, Salvador Serentill i Tost, que va decidir ampliar-la i apostar pels productes de parafarmàcia, dermoestètica i dietètica, en un moment en què la majoria de farmàcia encara seguin centrades en els medicaments per prescripció, i va contractar i formar més personal per poder atendre els clients i sobreviure a la davallada que ha patit el sector en els darrers anys.